# 구즉도서관
구즉도서관은 대전광역시 유성구 소재의 도서관이다.

## 연혁
- 2002년 6월 24일 구즉도서관 착공
- 2003년 9월 8일 구즉도서관 준공
- 2003년 12월 15일 구즉도서관 개관

## 시설현황
- 지상2층: 종합자료실 / 열람실 / 지역정보실
- 지상1층: 어린이실 / 시청각실 / 문화사랑방 / 냠냠카페(매점)
- 지하1층: 기계실